# سیارک ۳۷۰۷
سیارک ۳۷۰۷ (به انگلیسی: 3707 Schroter، نامگذاری:1934CC) سه هزار و هفتصد و هفتمین سیارک کشف شده‌است که در ۵ فوریه ۱۹۳۴ و در هایدلبرگ کشف شد.
قدر مطلق سیارک برابر ۱۳٫۴۰ است.